# 1987 en astronautique
Chronologie de l'astronautique
- 1983
- 1984
- 1985
- 1986
- 1987
- 1988
- 1989
- 1990
- 1991

Cette page présente une chronologie des événements qui se sont produits pendant l'année 1987 dans le domaine de l'astronautique.

## Synthèse de l'année 1987

### Vols habités
- 23 décembre : première relève complète d'un équipage sur orbite, après l'amarrage à la station Mir du vaisseau spatial Soyouz TM-4 avec trois cosmonautes à bord.

## Programmes spatiaux nationaux

### Chronologie

#### Janvier
| Date            | Lanceur       | Base de lancement | Type                   | Charge utile      | Notes                                 |
| 5 janvier 1987  | Tsiklon-3     | Baïkonour         | Orbite polaire         | Meteor-2          | Satellite météorologique              |
| 9 janvier 1987  | Soyouz-U-PVB  | Baïkonour         | Orbite basse           | Iantar-4K2 Kobalt | Satellite de reconnaissance           |
| 14 janvier 1987 | Tsiklon-3     | Baïkonour         | Orbite basse           | Tselina-D         | Satellite d'écoute électronique       |
| 15 janvier 1987 | Soyouz-U-PVB  | Baïkonour         | Orbite basse           | Zenit-8 Oblik     | Satellite de reconnaissance           |
| 16 janvier 1987 | Soyouz-U2     | Baïkonour         | Orbite basse           | Progress 27       | Ravitaillement station spatiale       |
| 21 janvier 1987 | Cosmos-3M     | Baïkonour         | Orbite basse           | Strela-2M         | Satellite de télécommunications       |
| 22 janvier 1987 | Cosmos-3M     | Kapoustine Iar    | Orbite basse           | Taifun            | Calibration radar                     |
| 22 janvier 1987 | Molnia M      | Baïkonour         | Orbite de Molnia       | Molniya-3         | Satellite de télécommunications       |
| 29 janvier 1987 | Cosmos-3M     | Baïkonour         | Orbite basse           | Tsikada           | Satellite de navigation               |
| 30 janvier 1987 | Proton-K/DM-2 | Baïkonour         | Orbite géostationnaire | Ekran-M No. 11L   | Satellite de télécommunications Échec |

#### Février
| Date             | Lanceur      | Base de lancement | Type                   | Charge utile                 | Notes                                                                              |
| 1er février 1987 | Tsiklon-2    | Baïkonour         | Orbite basse           | Cosmos 1818 (Plazma-A No. 1) | Satellite technologique                                                            |
| 5 février 1987   | Mu-3S-II     | Uchinoura         | Orbite basse           | Ginga                        | Télescope rayons X                                                                 |
| 5 février 1987   | Soyouz-U2    | Baïkonour         | Orbite basse           | Soyouz TM-2                  | Relève équipage station spatiale                                                   |
| 7 février 1987   | Soyouz-U-PVB | Baïkonour         | Orbite basse           | Zenit-8 Oblik                | Satellite de reconnaissance                                                        |
| 12 février 1987  | Titan 34B    | Vandenberg        | Orbite moyenne         | QUASAR 7                     | Satellite de télécommunications militaires. Dernière utilisation de l'étage Agena. |
| 14 février 1987  | Zenit-2      | Baïkonour         | Orbite basse           | EPN                          | Satellite de simulation dynamique du Tselina                                       |
| 18 février 1987  | Cosmos-3M    | Baïkonour         | Orbite basse           | Parus                        | Satellite de navigation militaire                                                  |
| 19 février 1987  | N-II         | Tanegashima       | Orbite héliosynchrone  | MOS-1                        | Observation de la Terre                                                            |
| 19 février 1987  | Soyouz-U-PVB | Baïkonour         | Orbite basse           | Zenit-8 Oblik                | Satellite de reconnaissance                                                        |
| 20 février 1987  | Tsiklon-3    | Baïkonour         | Orbite basse           | Geo-IK Musson No. 19         | Géodésie                                                                           |
| 26 février 1987  | Soyouz-U-PVB | Baïkonour         | Orbite basse           | Iantar-4K2 Kobalt            | Satellite de reconnaissance                                                        |
| 26 février 1987  | Delta 3924   | Cape Canaveral    | Orbite géostationnaire | GOES H                       | Satellite météorologique                                                           |

#### Mars
| Date         | Lanceur         | Base de lancement | Type                   | Charge utile  | Notes                                        |
| 3 mars 1987  | Soyouz-U2       | Baïkonour         | Orbite basse           | Progress 28   | Ravitaillement station spatiale              |
| 3 mars 1987  | Tsiklon-3       | Baïkonour         | Orbite basse           | Tselina-D     | Satellite d'écoute électronique              |
| 11 mars 1987 | Soyouz-U-PVB    | Baïkonour         | Orbite basse           | Zenit-8 Oblik | Satellite de reconnaissance                  |
| 13 mars 1987 | Tsiklon-3       | Baïkonour         | Orbite basse           | Strela-3 x 6  | Satellites de télécommunications             |
| 18 mars 1987 | Zenit-2         | Baïkonour         | Orbite basse           | EPN           | Satellite de simulation dynamique du Tselina |
| 19 mars 1987 | Proton-K/DM     | Baïkonour         | Orbite géostationnaire | Raduga Gran   | Satellite de télécommunications militaires   |
| 20 mars 1987 | Delta 3920/PAM  | Cape Canaveral    | Orbite géostationnaire | Palapa B2P    | Satellite de télécommunications              |
| 24 mars 1987 | ASLV            | Satish Dhawan     | Orbite basse           | SROSS-A       | Satellite technologique Échec                |
| 26 mars 1987 | Atlas G Centaur | Cape Canaveral    | Orbite géostationnaire | FLTSATCOM F6  | Échec                                        |
| 31 mars 1987 | Proton-K        | Baïkonour         | Orbite basse           | Kvant-1       | Module de la station Mir                     |

#### Avril
| Date          | Lanceur       | Base de lancement | Type           | Charge utile                | Notes                                 |
| 8 avril 1987  | Tsiklon-2     | Baïkonour         | Orbite basse   | US-P-M                      | Satellite de reconnaissance océanique |
| 9 avril 1987  | Soyouz-U-PVB  | Baïkonour         | Orbite basse   | Iantar-4K2 Kobalt           | Satellite de reconnaissance           |
| 16 avril 1987 | Soyouz-U-PVB  | Baïkonour         | Orbite basse   | Iantar-4KS1 Terilen         | Satellite de reconnaissance           |
| 21 avril 1987 | Soyouz-U2     | Baïkonour         | Orbite basse   | Progress 29                 | Ravitaillement station spatiale       |
| 22 avril 1987 | Soyouz-U-PVB  | Baïkonour         | Orbite basse   | Zenit-8 Oblik               | Satellite de reconnaissance           |
| 24 avril 1987 | Proton-K/DM-2 | Baïkonour         | Orbite moyenne | GLONASS Ouragan No. 30L x 3 | Satellites de navigation Échec        |
| 24 avril 1987 | Soyouz-U-PVB  | Baïkonour         | Orbite basse   | Foton No. 3L                | Expériences de micro-gravité          |
| 27 avril 1987 | Tsiklon-3     | Baïkonour         | Orbite basse   | Tselina-D                   | Satellite d'écoute électronique       |

#### Mai
| Date        | Lanceur      | Base de lancement | Type                   | Charge utile            | Notes                                                                                   |
| 5 mai 1987  | Soyouz-U-PVB | Baïkonour         | Orbite basse           | Zenit-8 Oblik           | Satellite de reconnaissance                                                             |
| 11 mai 1987 | Proton-K/DM  | Baïkonour         | Orbite géostationnaire | Gorizont No. 23L        | Satellite de télécommunications                                                         |
| 13 mai 1987 | Zenit-2      | Baïkonour         | Orbite basse           | Tselina-2               | Satellite d'écoute électronique                                                         |
| 13 mai 1987 | Soyouz-U-PVB | Baïkonour         | Orbite basse           | Zenit-8 Oblik           | Satellite de reconnaissance                                                             |
| 15 mai 1987 | Atlas H      | Vandenberg        | Orbite basse           | NOSS Parcae x 3 9       | Satellite d'écoute électronique navale                                                  |
| 15 mai 1987 | Energia      | Baïkonour         | Orbite basse           | Polyus                  | Satellite de défense anti missile Échec partiel ; échec de la mise sur orbite de Polyus |
| 19 mai 1987 | Soyouz-U2    | Baïkonour         | Orbite basse           | Progress 30             | Ravitaillement station spatiale                                                         |
| 21 mai 1987 | Soyouz-U-PVB | Baïkonour         | Orbite héliosynchrone  | Resurs-F1 14F40 No. 104 | Observation de la Terre                                                                 |
| 26 mai 1987 | Soyouz-U-PVB | Baïkonour         | Orbite basse           | Iantar-4K2 Kobalt       | Satellite de reconnaissance                                                             |
| 28 mai 1987 | Soyouz-U-PVB | Baïkonour         | Orbite basse           | Zenit-8 Oblik           | Satellite de reconnaissance                                                             |

#### Juin
| Date         | Lanceur      | Base de lancement | Type                  | Charge utile            | Notes                              |
| 4 juin 1987  | Molnia M     | Baïkonour         | Orbite de Molnia      | Oko                     | Satellite d'alerte précoce         |
| 9 juin 1987  | Cosmos-3M    | Baïkonour         | Orbite basse          | Strela-2M               | Satellite de télécommunications    |
| 12 juin 1987 | Molnia M     | Baïkonour         | Orbite de Molnia      | Oko                     | Satellite d'alerte précoce         |
| 16 juin 1987 | Cosmos-3M    | Baïkonour         | Orbite basse          | Strela-1M x 8           | Satellites de télécommunications   |
| 18 juin 1987 | Soyouz-U-PVB | Baïkonour         | Orbite héliosynchrone | Resurs-F1 14F40 No. 105 | Observation de la Terre Échec      |
| 18 juin 1987 | Tsiklon-2    | Baïkonour         | Orbite basse          | US-A                    | Satellite de reconnaissance radar  |
| 20 juin 1987 | Atlas E      | Vandenberg        | Orbite héliosynchrone | DMSP F-8                | Satellite météorologique militaire |
| 23 juin 1987 | Cosmos-3M    | Baïkonour         | Orbite basse          | Tsikada/RS-10/RS-11     | Satellite de navigation            |

#### Juillet
| Date             | Lanceur      | Base de lancement | Type           | Charge utile                 | Notes                               |
| 1er juillet 1987 | Tsiklon-3    | Baïkonour         | Orbite basse   | Tselina-D                    | Satellite d'écoute électronique     |
| 4 juillet 1987   | Soyouz-U-PVB | Baïkonour         | Orbite basse   | Zenit-8 Oblik                | Satellite de reconnaissance         |
| 6 juillet 1987   | Cosmos-3M    | Baïkonour         | Orbite basse   | Parus                        | Satellite de navigation militaire   |
| 8 juillet 1987   | Soyouz-U-PVB | Baïkonour         | Orbite basse   | Iantar-1KFT Siluet No. 7     | Satellite de reconnaissance optique |
| 9 juillet 1987   | Soyouz-U-PVB | Baïkonour         | Orbite basse   | Iantar-4K2 Kobalt            | Satellite de reconnaissance         |
| 10 juillet 1987  | Tsiklon-2    | Baïkonour         | Orbite basse   | Cosmos 1867 (Plazma-A No. 2) | Satellite technologique             |
| 14 juillet 1987  | Cosmos-3M    | Baïkonour         | Orbite basse   | Taifun-1B                    | Calibration radar                   |
| 16 juillet 1987  | Tsiklon-3    | Baïkonour         | Orbite polaire | Okean-O1 NKhM No. 4          | Satellite d'observation de la Terre |
| 22 juillet 1987  | Soyouz-U2    | Baïkonour         | Orbite basse   | Soyouz TM-3                  | Relève équipage station spatiale    |
| 25 juillet 1987  | Proton-K     | Baïkonour         | Orbite basse   | Almaz-T                      | Satellite de reconnaissance radar   |

#### Août
| Date          | Lanceur          | Base de lancement | Type                   | Charge utile  | Notes                                        |
| 1er août 1987 | Zenit-2          | Baïkonour         | Orbite basse           | EPN           | Satellite de simulation dynamique du Tselina |
| 3 août 1987   | Soyouz-U2        | Baïkonour         | Orbite basse           | Progress 31   | Ravitaillement station spatiale              |
| 5 août 1987   | Longue Marche 2C | Jiuquan           | Orbite basse           | FSW           | Satellite de reconnaissance                  |
| 18 août 1987  | Tsiklon-3        | Baïkonour         | Orbite polaire         | Meteor-2      | Satellite météorologique                     |
| 19 août 1987  | Soyouz-U-PVB     | Baïkonour         | Orbite basse           | Zenit-8 Oblik | Satellite de reconnaissance                  |
| 27 août 1987  | H-1              | Tanegashima       | Orbite géostationnaire | ETS 5         | Satellite de télécommunications expérimental |
| 28 août 1987  | Zenit-2          | Baïkonour         | Orbite basse           | EPN           | Satellite de simulation dynamique du Tselina |

#### Septembre
| Date              | Lanceur          | Base de lancement | Type                   | Charge utile                | Notes                            |
| 3 septembre 1987  | Soyouz-U-PVB     | Baïkonour         | Orbite basse           | Zenit-8 Oblik               | Satellite de reconnaissance      |
| 3 septembre 1987  | Proton-K/DM      | Baïkonour         | Orbite géostationnaire | Ekran No. 29L               | Satellite de télécommunications  |
| 7 septembre 1987  | Tsiklon-3        | Baïkonour         | Orbite basse           | Strela-3 x 6                | Satellites de télécommunications |
| 9 septembre 1987  | Longue Marche 2C | Jiuquan           | Orbite basse           | FSW-1                       | Satellite de reconnaissance      |
| 11 septembre 1987 | Soyouz-U-PVB     | Baïkonour         | Orbite basse           | Iantar-4KS1 Terilen         | Satellite de reconnaissance      |
| 15 septembre 1987 | Soyouz-U-PVB     | Baïkonour         | Orbite héliosynchrone  | Resurs-F1 14F40 No. 107     | Observation de la Terre          |
| 16 septembre 1987 | Ariane 3         | Kourou            | Orbite géostationnaire | Aussat K3                   | Satellite de télécommunications  |
| 16 septembre 1987 | Ariane 3         | Kourou            | Orbite géostationnaire | Eutelsat I F4               | Satellite de télécommunications  |
| 16 septembre 1987 | Proton-K/DM-2    | Baïkonour         | Orbite moyenne         | GLONASS Ouragan No. 33L x 3 | Satellites de navigation         |
| 16 septembre 1987 | Scout G-1        | Vandenberg        | Orbite basse           | Transit-O x 2               | Satellites de navigation         |
| 17 septembre 1987 | Soyouz-U-PVB     | Baïkonour         | Orbite basse           | Iantar-4K2 Kobalt           | Satellite de reconnaissance      |
| 23 septembre 1987 | Soyouz-U2        | Baïkonour         | Orbite basse           | Progress 32                 | Ravitaillement station spatiale  |
| 29 septembre 1987 | Soyouz-U-PVB     | Baïkonour         | Orbite basse           | Bion No. 8                  | Expérience de microgravité       |

#### Octobre
| Date             | Lanceur       | Base de lancement | Type                   | Charge utile      | Notes                                      |
| 1er octobre 1987 | Proton-K/DM-2 | Baïkonour         | Orbite géostationnaire | Potok No. 15L     | Satellite de télécommunications militaires |
| 9 octobre 1987   | Soyouz-U-PVB  | Baïkonour         | Orbite basse           | Zenit-8 Oblik     | Satellite de reconnaissance                |
| 10 octobre 1987  | Tsiklon-2     | Baïkonour         | Orbite basse           | US-P-M            | Satellite de reconnaissance océanique      |
| 14 octobre 1987  | Cosmos-3M     | Baïkonour         | Orbite basse           | Parus             | Satellite de navigation militaire          |
| 20 octobre 1987  | Tsiklon-3     | Baïkonour         | Orbite basse           | Tselina-D         | Satellite d'écoute électronique            |
| 22 octobre 1987  | Soyouz-U-PVB  | Baïkonour         | Orbite basse           | Iantar-4K2 Kobalt | Satellite de reconnaissance                |
| 26 octobre 1987  | Titan 34D     | Vandenberg        | Orbite polaire         | KH-11             | Satellite de reconnaissance optique        |
| 28 octobre 1987  | Proton-K/DM-2 | Baïkonour         | Orbite géostationnaire | Oko-S F3          | Satellite d'alerte précoce                 |

#### Novembre
| Date             | Lanceur             | Base de lancement | Type                   | Charge utile             | Notes                           |
| 11 novembre 1987 | Soyouz-U-PVB        | Baïkonour         | Orbite basse           | Zenit-8 Oblik            | Satellite de reconnaissance     |
| 14 novembre 1987 | Soyouz-U-PVB        | Baïkonour         | Orbite basse           | Iantar-1KFT Kometa No. 8 | Satellite de reconnaissance     |
| 20 novembre 1987 | Soyouz-U2           | Baïkonour         | Orbite basse           | Progress 33              | Ravitaillement station spatiale |
| 21 novembre 1987 | Ariane 2            | Kourou            | Orbite géostationnaire | TV-SAT 1                 | Satellite de télécommunications |
| 26 novembre 1987 | Proton-K/DM-2       | Baïkonour         | Orbite géostationnaire | Loutch Altair            | Satellite de télécommunications |
| 29 novembre 1987 | Titan 34D/Transtage | Cape Canaveral    | Orbite géostationnaire | DSP 5R                   | Satellite d'alerte avancée      |

#### Décembre
| Date              | Lanceur       | Base de lancement | Type                   | Charge utile          | Notes                                      |
| 1er décembre 1987 | Cosmos-3M     | Baïkonour         | Orbite basse           | Strela-2M             | Satellite de télécommunications            |
| 7 décembre 1987   | Soyouz-U-PVB  | Baïkonour         | Orbite basse           | Zenit-8 Oblik         | Satellite de reconnaissance                |
| 10 décembre 1987  | Proton-K/DM-2 | Baïkonour         | Orbite géostationnaire | Raduga Gran           | Satellite de télécommunications militaires |
| 12 décembre 1987  | Tsiklon-2     | Baïkonour         | Orbite basse           | US-A                  | Satellite de reconnaissance radar          |
| 14 décembre 1987  | Soyouz-U-PVB  | Baïkonour         | Orbite basse           | Iantar-4K2 Kobalt     | Satellite de reconnaissance                |
| 15 décembre 1987  | Cosmos-3M     | Baïkonour         | Orbite basse           | Vektor                | Calibration radar                          |
| 21 décembre 1987  | Soyouz-U2     | Baïkonour         | Orbite basse           | Soyouz TM-4           | Relève équipage station spatiale           |
| 21 décembre 1987  | Molnia M      | Baïkonour         | Orbite de Molnia       | Oko                   | Satellite d'alerte précoce                 |
| 23 décembre 1987  | Cosmos-3M     | Baïkonour         | Orbite basse           | Parus                 | Satellite de navigation militaire          |
| 25 décembre 1987  | Soyouz-U-PVB  | Baïkonour         | Orbite basse           | Zenit-8 Oblik         | Satellite de reconnaissance                |
| 26 décembre 1987  | Soyouz-U-PVB  | Baïkonour         | Orbite héliosynchrone  | Resurs-F2 17F42 No. 1 | Observation de la Terre                    |
| 27 décembre 1987  | Proton-K/DM-2 | Baïkonour         | Orbite géostationnaire | Ekran-M No. 13L       | Satellite de télécommunications            |
| 29 décembre 1987  | Soyouz-U-PVB  | Baïkonour         | Orbite basse           | Zenit-8 Oblik         | Satellite de reconnaissance                |

### Vols orbitaux

#### Par pays
| Pays             | Lancements | Succès | Échecs | Échecs partiels | Remarques |
| ---------------- | ---------- | ------ | ------ | --------------- | --------- |
| Chine            | 2          | 2      |        |                 |           |
| États-Unis       | 9          | 8      | 1      |                 |           |
| Europe           | 2          | 2      |        |                 |           |
| Inde             | 1          |        | 1      |                 |           |
| Japon            | 3          | 3      |        |                 |           |
| Union soviétique | 96         | 93     | 2      | 1               |           |

#### Par lanceur
| Lanceur          | Pays             | Lancements | Succès | Échecs | Échecs partiels | Remarques |
| ---------------- | ---------------- | ---------- | ------ | ------ | --------------- | --------- |
| Ariane 2         | Europe           | 1          | 1      |        |                 |           |
| Ariane 3         | Europe           | 1          | 1      |        |                 |           |
| ASLV             | Inde             | 1          |        | 1      |                 |           |
| Atlas            | États-Unis       | 3          | 2      | 1      |                 |           |
| Cosmos-3M        | Union soviétique | 13         | 13     |        |                 |           |
| Delta            | États-Unis       | 2          | 2      |        |                 |           |
| Energuia         | Union soviétique | 1          |        |        | 1               |           |
| H-I              | Japon            | 1          | 1      |        |                 |           |
| Longue Marche 2C | Chine            | 2          | 2      |        |                 |           |
| Molnia           | Union soviétique | 4          | 4      |        |                 |           |
| Mu               | Japon            | 1          | 1      |        |                 |           |
| N-II             | Japon            | 1          | 1      |        |                 |           |
| Proton-K         | Union soviétique | 13         | 11     | 2      |                 |           |
| Scout            | États-Unis       | 1          | 1      |        |                 |           |
| Soyouz-U         | Union soviétique | 44         | 43     | 1      |                 |           |
| Titan            | États-Unis       | 3          | 3      |        |                 |           |
| Tsiklon-2        | Union soviétique | 6          | 6      |        |                 |           |
| Tsiklon-3        | Union soviétique | 11         | 11     |        |                 |           |
| Zenit-2          | Union soviétique | 4          | 4      |        |                 |           |

#### Par type d'orbite
| Orbite                 | Lancements | Succès | Échecs | Orbite atteinte involontairement | Remarques                                                                             |
| ---------------------- | ---------- | ------ | ------ | -------------------------------- | ------------------------------------------------------------------------------------- |
| Basse                  |            |        |        |                                  |                                                                                       |
| Moyenne                |            |        |        |                                  |                                                                                       |
| Haute                  |            |        |        |                                  | dont Molnia, orbite de transfert vers la Lune, orbite elliptique à forte excentricité |
| Géosynchrone/transfert |            |        |        |                                  |                                                                                       |
| Héliocentrique         |            |        |        |                                  | dont orbite de transfert interplanétaire                                              |

#### Par site de lancement
| Site           | Pays             | Lancements | Succès | Echecs | Echecs partiels | Remarques |
| -------------- | ---------------- | ---------- | ------ | ------ | --------------- | --------- |
| Baïkonour      | Union soviétique | 96         | 93     | 2      | 1               |           |
| Cape Canaveral | États-Unis       | 4          | 3      | 1      |                 |           |
| Jiuquan        | Chine            | 2          | 2      |        |                 |           |
| Kourou         | France           | 6          | 5      | 1      |                 |           |
| Kapoustine Iar | Union soviétique | 1          | 1      |        |                 |           |
| Satish Dhawan  | Inde             | 1          |        | 1      |                 |           |
| Tanegashima    | Japon            | 2          | 2      |        |                 |           |
| Uchinoura      | Japon            | 1          | 1      |        |                 |           |
| Vandenberg     | États-Unis       | 5          | 5      |        |                 |           |

## Survols et contacts planétaires
| Date | Sonde spatiale | Événement | Remarque |
| ---- | -------------- | --------- | -------- |
|      |                |           |          |

### Sources
- (en) Jonathan McDowell, « Jonathan's Space Report », Jonathan's Space Page
- (en) Gunter Krebs, « Chronology of Space Launches », Gunter's Space Page